# Geopora foliacea
Geopora foliacea är en svampart som först beskrevs av Jakob Christan Schaeffer, och fick sitt nu gällande namn av S. Ahmad 1978. Geopora foliacea ingår i släktet Geopora och familjen Pyronemataceae.   Inga underarter finns listade i Catalogue of Life.